# Beidha Bordj
Beidha Bordj (em árabe: بيضاء برج) é uma comuna localizada na província de Sétif, Argélia. Sua população estimada em 2008 era de 35 276 habitantes.